# Dracunculus (roślina)

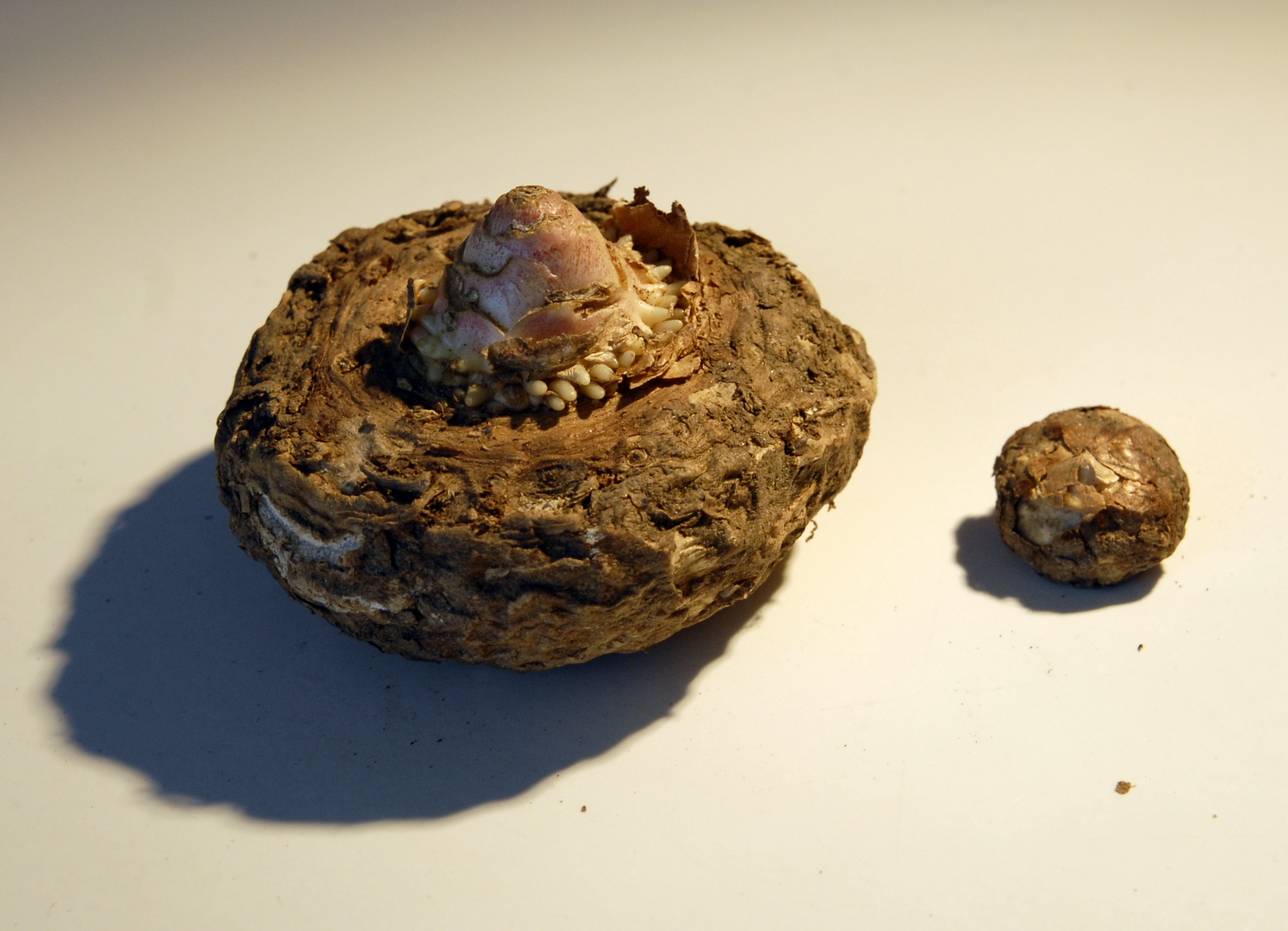
Bulwa pędowa i bulwa przybyszowa drakunkulusa zwyczajnego

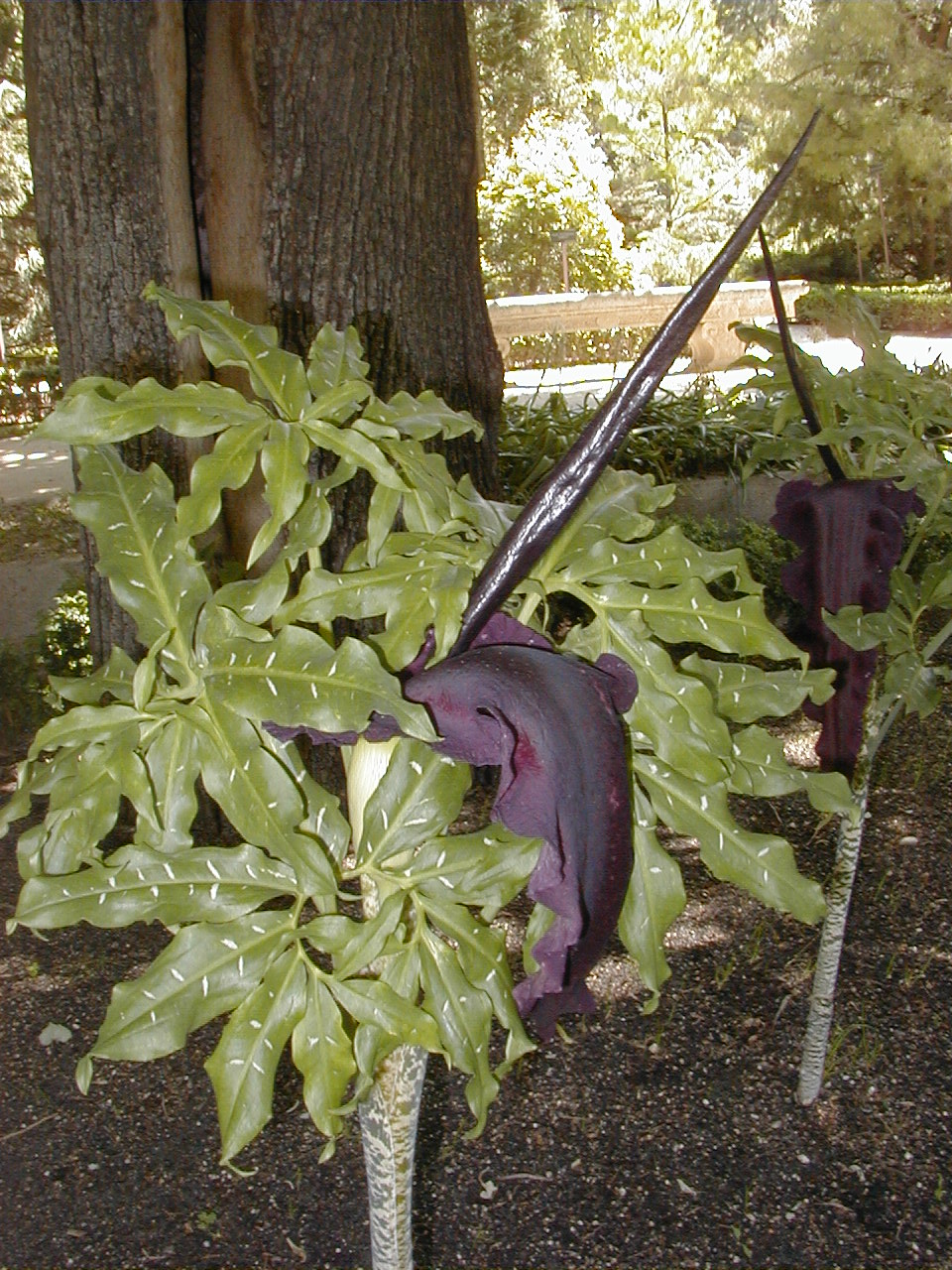
Pokrój drakunkulusa zwyczajnego

Kwiatostan drakunkulusa zwyczajnego

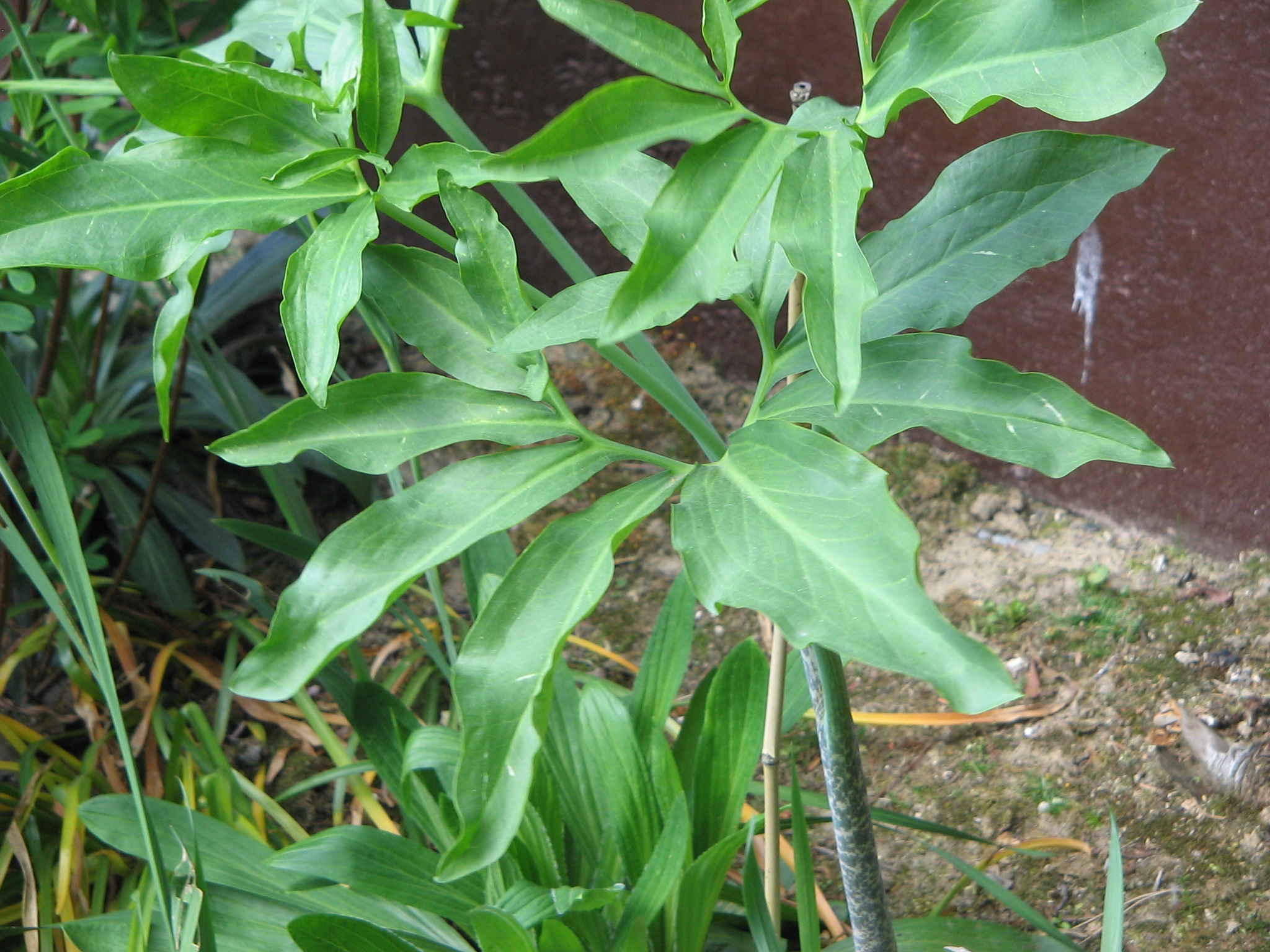
Liście drakunkulusa zwyczajnego

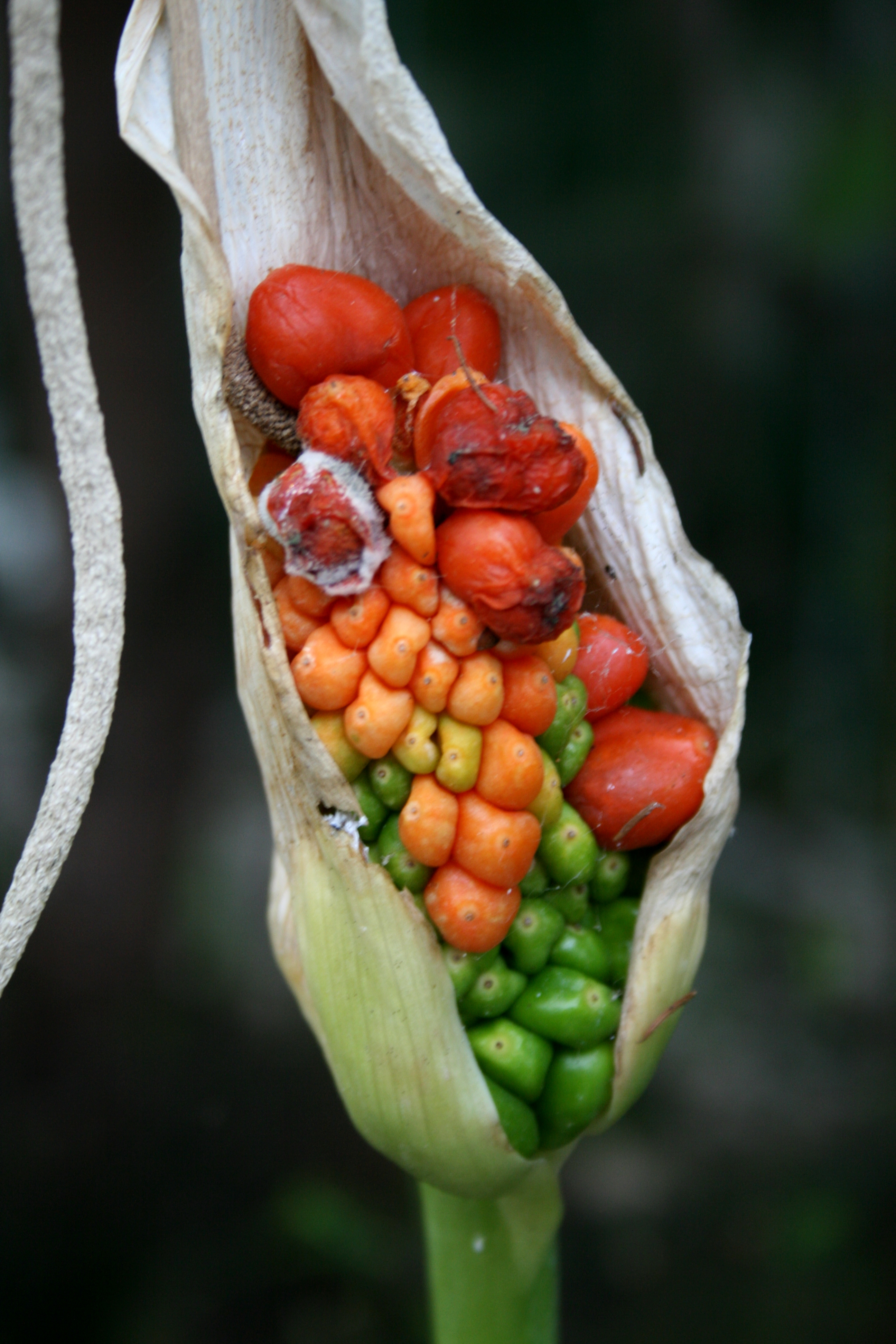
Owocostan Dracunculus canariensis

Drakunkulus (Dracunculus Mill.) – rodzaj roślin należący do rodziny obrazkowatych, liczący dwa gatunki: drakunkulus zwyczajny (Dracunculus vulgaris Schott), popularnie zwany "smoczą lilią" i Dracunculus canariensis Kunth. Rodzaj Dracunculus posiada homonim w taksonomii zoologicznej – Dracunculus L. – odnoszący się do rodzaju zwierząt z typu nicieni. Nazwa naukowa pochodzi od łacińskiego słowa dracunculus (mały smok), odnoszącego się do wyglądu kwiatostanu tych roślin, i była użyta dla ich określenia już w pracach Pliniusza.

## Morfologia
PokrójRośliny zielne o wysokości od 150 cm (D. canariensis) do 200 cm (drakunkulus zwyczajny), rosnące samotnie lub tworzące kępy.
ŁodygaPodziemna, spłaszczona bulwa pędowa o wymiarach od 4–6×2–3 cm (D. canariensis) do 5–12×3–6 cm (drakunkulus zwyczajny). Rośliny tworzą bulwy przybyszowe, z obrzeżnych, przypadkowych pąków (d. zwyczajny) lub smukłych stolonów, o długości od 4 do 12 cm (Dracunculus canariensis).
LiścieOgonki liściowe cylindryczne do półcylindrycznych w przekroju, tworzące długie pochwy, mocno skręcone w tzw. pseudo-łodygę o średnicy od 1 do 9 cm i długości od 20 do 150 cm, niebieskawozieloną (D. canariensis) lub zielonoszarą z wieloma plamkami, ciemnopurpurowymi do niemal czarnych (drakunkulus zwyczajny). Blaszki liści wachlarzowatopalczaste, niebieskawo-zielone o wymiarach 8–20×6–30 cm (Dracunculus canariensis) lub zielone, niekiedy z białymi smugami, o wymiarach 10–21×18–45 cm (drakunkulus zwyczajny).
KwiatyRośliny jednopienne. Szypułka cylindryczna w przekroju, jednolicie zielona do niebieskawo-zielonej, wyrasta z pseudo-łodygi na długość od kilku do kilkunastu centymetrów. Kwiatostan, w postaci kolbiastego pseudancjum, osiąga długość całkowitą od 24 cm do 55 cm (Dracunculus canariensis) i do 135 cm (drakunkulus zwyczajny). Składa się z wydłużonej i spiczastej pochwy o spiczastym wierzchołku oraz krótszej od niej lub równej długości kolby. Kwiaty żeńskie położone są w dolnej części kolby na długości od 1 do 4 cm. Zalążnie są podłużne do wrzecionowatych, zielonkawo-kremowe do żółtawo-zielonych. Znamiona słupków kropkowato-stożkowate, brodawkowate, kremowe. Kwiaty męskie 3–4-pręcikowe, położone są na kolbie powyżej kwiatów żeńskich, przy czym u w przypadku drakunkulusa zwyczajnego kwiaty obu płci przedziela wąski, kremowy pasek o długości od 1 do 5 mm, nagi lub pokryty kremowymi prątniczkami. Główki pręcików kwadratowe, o bardzo krótkich nitkach, żółte (w przypadku drakunkulusa zwyczajnego ze szczytowo położonymi, purpurowymi kropkami). Odcinek kolby pokryty kwiatami chroniony jest przez komorę, utworzoną przez zaokrągloną, mocno skręconą, dolną część pochwy. Komora z zewnątrz niebieskawo-zielona, rzadziej zielonkawo-biała lub brudnożółta, wewnątrz głęboko purpurowa niekiedy z białym do kremowego ujściem (drakunkulus zwyczajny) lub jasnozielono-biała (Dracunculus canariensis). Górna część pochwy jest otwarta, jajowato-lancetowata do podłużno-trójkątnej, z zewnątrz jest koloru zielonego do niebieskawo-zielonego (w przypadku drakunkulusa zwyczajnego czasami z plamkami koloru wnętrza pochwy), a wewnątrz jasnozielono-biała (Dracunculus canariensis) lub głęboko ciemnopurpurowa, rzadziej zielonkawo-biała lub brudnożółta, bardzo rzadko marmurkowata (drakunkulus zwyczajny). Wyrostek kolby jest nagi, trzonkowato osadzony, zwężający się, smukły do wrzecionowatego i żółty, o długości do 37 cm (D. canariensis) lub gruby do wrzecionowatego, niekiedy spłaszczony i purpurowy lub lila, o długości do 128 cm (drakunkulus zwyczajny).
OwoceOwocostan składa się z około 50-80 pomarańczowych (D. canariensis) do pomarańczowo-czerwonych (drakunkulus zwyczajny), jajowatych jagód. Nasiona o średnicy 2-4 mm, okrągło-jajowate, spłaszczone, o pomarszczonej łupinie.
Gatunki podobneHelicodiceros muscivorus, od którego różnią się gładkim wyrostkiem kolby (u H. muscivorus cała kolba pokryta jest ciemnopurpurowymi, skierowanymi do góry włoskami), gładkim wnętrzem pochwy kwiatostanu (u H. muscivorus pokryte jest ciemnopurpurowymi włoskami), zredukowanymi lub nieobecnymi prątniczkami (u H. muscivorus prątniczki są duże do masywnych) oraz płasko położonymi skrajnymi listkami liścia (u H. muscivorus są one wzniesione i spiralnie skręcone).

## Biologia i ekologia
RozwójByliny, geofity, kwitną późną wiosną i wczesnym latem.
SiedliskoW przypadku D. canariensis głównie zbiorowiska twardolistne: obrzeża lasów wawrzynolistnych lub zarośli, a także otwarte i suche polany leśne, do wysokości 225 m n.p.m. D. vulgaris porastają zarośla, gaje oliwne, nieużytki i tereny stepowe, do wysokości 450 m n.p.m.
Interakcje z innymi gatunkamiW okresie kwitnienia oba gatunki wydzielają mocny zapach –  D. canariensis spermy, przyciągający małe muchy, osy i małe pszczoły, a D. vulgaris zgniłego mięsa, przyciągający duże muchy, chrząszcze z rodziny kusakowatych i żuki.
GenetykaLiczba chromosomów w przypadku obu gatunków wynosi 2n = 28.

## Systematyka
Pozycja  według Angiosperm Phylogeny Website (aktualizowany system APG IV z 2016)Należy do plemienia Areae, podrodziny Aroideae, rodziny obrazkowatych, rzędu żabieńcowców w kladzie jednoliściennych.
Podział taksonomiczny
Do rodzaju należą dwa gatunki:
- drakunkulus zwyczajny[9] (Dracunculus vulgaris Schott in Schott & Endl.), nazywany też "smoczą lilią" – pochodzi ze środkowo-południowej Europy oraz zachodniej Turcji,
- Dracunculus canariensis Kunth. – pochodzi z Wysp Kanaryjskich i Madery.

## Zastosowanie
Rośliny ozdobneZ uwagi na atrakcyjne (choć cuchnące) kwiatostany oraz owocostany drakunkulus zwyczajny jest uprawiany w ogrodach jako roślina ozdobna.
Rośliny magiczneDawniej wierzono, że posiadanie korzenia lub liścia drakunkulusa zwyczajnego chroni przed wężami i żmijami, a umycie rąk w nalewce z tej rośliny pozwala bezkarnie obchodzić się z wężami.

## Uprawa
WymaganiaDrakunkulus zwyczajny wymaga podłoża bogatego w próchnicę i dobrze przepuszczalnego. Wiosną i wczesnym latem należy ją obficie podlewać. Po opadnięciu liści, kiedy roślina przejdzie w okres spoczynku, podlewania należy całkowicie zaprzestać. Najlepiej rośnie na stanowiskach słonecznych. Toleruje stanowisko zacienione, jednakże rośnie wówczas wolniej.
PielęgnacjaBulwy należy sadzić wiosną na głębokość 15 cm. Rośliny nie są mrozoodporne (strefy mrozoodporności 8–10), dlatego wczesną jesienią należy je wykopać i przechować w miejscu suchym, chłodnym (10–13 °C), najlepiej w przewiewnym pojemniku z suchym torfem.
RozmnażanieZ bulw przybyszowych, po przejściu rośliny w okres spoczynku, lub z nasion.
Choroby i szkodnikiRośliny są atakowane przez ślimaki.